# ألبرت بيمبرتون
ألبرت بيمبرتون (بالإنجليزية: Ebenezer Pemberton) هو معلم أمريكي، ولد في 1746 في نيوبورت في الولايات المتحدة، وتوفي في 25 يونيو 1835 في Andover, Massachusetts ‏ في الولايات المتحدة.